# Tintin w Tybecie
Tintin w Tybecie – dwudziesty tom serii przygód młodego reportera, Tintina i jego psa Milusia. 
Mówi się, że był to ulubiony tom autora (wcześniej była to Tajemnica jednorożca). Został on napisany w trudnych chwilach jego życia, gdy rozwodził się ze swoją pierwszą żoną. Fabuła nie jest podobna do tej w innych części serii: mała liczba bohaterów, brak wrogów, bandytów, szpiegów, czy gangsterów. Ta część skupia się na podróży Tintina, który chce uratować swojego przyjaciela, Czanga Czong-Czena.

## Treść
W trakcie wakacji w Alpach, które Tintin spędza z kapitanem Baryłką i profesorem Lakmusem, reporter znajduje artykuł o katastrofie samolotu w Himalajach. Tego samego wieczoru w hotelu Tintin zasypia nad partyjką szachów z kapitanem, który zastanawia się nad kolejnym ruchem. Dziennikarz śni o tym, iż jego młody przyjaciel, Chińczyk Czang Czong-Czen (znany z tomu Błękitny lotos) ciężko ranny wyciąga doń ręce, błagając o pomoc. Przerażony chłopak budzi się z kichnięciem tak gwałtownym, że doprowadza do chaosu wśród zdezorientowanych wczasowiczów (w oryginale krzyczy Thang!, co jest zarazem transkrypcją kichnięcia, jak i zapisem chińskiego imienia, stąd niejasność w wersji polskiej). 
Następnego ranka Tintin dostaje list od Czanga, z którego dowiaduje się, że ten przyjeżdża do Europy. Chwilę później przypomina sobie o katastrofie i czyta w artykule, że Czang był na pokładzie rozbitego samolotu. Początkowo załamuje się tą wiadomością, potem jednak uznaje, że jego sen, w którym widział Czanga rannego, ale nadal żywego, musiał być "proroczy... lub telepatyczny". Głęboko wierząc w prawdziwość swojego snu, Tintin jedzie do Katmandu wraz z Milusiem i sceptycznie nastawionym do wyprawy kapitanem. 
Znajdują adopcyjnych ojca i brata Czanga, którzy zabierają ich do szerpy Tharkeya, ten jednak nie zgadza się na wyprawę, twierdząc, że nie ma po co ryzykować życia, by ratować zmarłego. Tintin zgadza się z nim, mówiąc, że "nie może ryzykować życia tylu ludzi" i postanawia wyruszyć samotnie. Kapitan jednak decyduje się iść z nimi; przekonuje Tharkeya i tragarzy, by im towarzyszyli. Bohaterowie wyruszają z Nepalu do Tybetu.
W Tybecie znajdują ślady stóp, które Tharkey uważa za ślady yeti. Tragarze opuszczają ekspedycję ze strachu, a Tintin, Baryłka i Tharkey idą dalej, dźwigając bagaże tragarzy. Znajdują miejsce katastrofy, gdzie Tintin znajduje pluszowego misia – dowód na wiek jednej z ofiar. Tintin wyrusza z Milusiem na poszukiwanie Czanga i znajduje jaskinię, w której na kamieniu jest wykryte jego imię, co potwierdza to, iż przeżył katastrofę. Podczas gdy reporter przeszukuje jaskinię, rozpętuję się burza śnieżna. Tintinowi wydaje się, że widzi kapitana i próbuje go zawołać, ten jednak nie reaguje. Chłopak, próbując dotrzeć do wraku, wpada do szczeliny. Kapitan i Tharkey, którzy schronili się we wraku samolotu, po śnieżycy próbują go ratować, okazuje się jednak, że ten zdołał wydostać się o własnych siłach. Ani Baryłka, ai Szerpa nie wychodzili z wraku podczas burzy i nie potrafią wyjaśnić, kogo widział Tintin.
Tharkey postanawia nie iść dalej, gdyż uważa, że Czang nie żyje, ale Tintin dostrzega wiszący na klifie szalilk i wraz z kapitanem i Milusiem udaje się w jego kierunku. W trakcie wspinaczki Baryłka zahacza się o kamień, który spada i kapitan zawisa nad przepaścią. Mówi Tintinowi, aby przeciął linę i ratował się, ale ten odmawia, mówiąc że zginą lub uratują się, ale obaj. Tharkey poruszony zachowaniem Tintina, wraca, akurat, aby ich uratować. W nocy, rozstawiają namiot, ale wichura go porywa prosto na twarz yeti, zapasowy namiot zostaje natomiast rozerwany przez Baryłkę. Idą dalej, ale nie śpią, aby nie zamarznąć. Dostrzegają buddyjski klasztor Kor-Bion, ale padają z wyczerpania. Spada lawina i leżą przykryci śniegiem. 
Błogosławiony Piorun, mnich o telepatycznych zdolnościach, 'widzi' Tintina, Milusia, Baryłkę i Tharkeya, leżących w śniegu, określając ich jako "dwóch mężczyzn, młodzieńca o czystym sercu i pieska białego jak poranny śnieg". W górach Tintin odzyskuje przytomność - ma skręconą kostkę i, nie mając siły, aby dojść do klasztoru, pisze notatkę i daje ją Milusiowi, by ją przekazał mnichom. Miluś zostawia karteczkę, gdy znajduje kość, ale gdy zdaje sobie sprawę z tego, co zrobił, biegnie do klasztoru, aby ktoś za nim poszedł. Mnisi idą za nim w góry.
Dwa dni później, kapitan Baryłka budzi się w klasztorze. Dołącza do Tintina i Tharkeya w trakcie audiencji z mnichami. Po tym, jak Tintin mówi Jego Świątobliwości, dlaczego tu przyszli, ten doradza im powrót do swojego kraju. Bohaterowie, nie widząc innego wyjścia, zgadzają się. Po drodze Tintina zatrzymuje Błogosławiony Piorun, by przekazać mu szalik Czanga - mnich ma kolejną wizję i Tintin dowiaduje się, że Chińczyk wciąż żyje i jest w jaskini, ale wraz z nim jest tam „mi-go” (yeti). Baryłka nie wierzy w prawdziwość wizji, ale Jego Świątobliwość mówi im, że rzeczy, dziejące się w Tybecie są niewiarygodne dla Ludzi Zachodu. Tintin wyrusza do Charabang, małej wioski koło Pyska Jaka, góry, o której wspominał Błogosławiony Piorun. Baryłka odmawia pójścia z Tintinem, ale wkrótce zmienia zdanie i idzie za nim do wioski. Wraz z Milusiem dochodzą do Pyska Jaka. 
Czekają przed jaskinią aż yeti ją opuści. Tintin wchodzi do jaskini ze swoim aparatem fotograficznym, bo kapitan prosił go, by zrobić zdjęcie yeti. W jaskini Tintin w końcu znajduje Czanga, który ma dreszcze i gorączkę. Yeti powraca do jaskini zanim kapitan może ostrzec młodzieńca, i reaguje złością na widok dziennikarza, który chce wynieść Czanga z jaskini. Yeti dobiega do niego, ale Tintin włącza lampę błyskową i przestraszony stwór ucieka z jaskini. Wpada na kapitana, który postanowił ratować reportera - Baryłka nie rozumie, co się stało, i pyta chłopaka, czy to wybuch bomby atomowej. 
We dwójkę zanoszą Czanga do Charabang; ten opowiada im, jak przeżył katastrofę, został znaleziony przez yeti i zaniesiony do tej jaskini, a yeti się nim opiekował. Po drodze spotykają przestraszonego przez Baryłkę człowieka śniegu. Czang współczuje mu i nazywa go Biednym Człowiekiem Śniegu. Tintin zauważa, że Czang, który jako jedyny poznał yeti, nie nazwał go „przerażającym”. Przyjaciel odpowiada mu, że gdyby nie człowiek śniegu, to na pewno umarłby z głodu i zimna. Później podróżnicy spotykają delegację mnichów, a Jego Świątobliwość daje Tintinowi jedwabny szal w uznaniu dla jego odwagi i siły przyjaźni, jaka łączy go z Czangiem. Mnisi zabierają ich z powrotem do Kor-Bion i po tygodniu, gdy Czang zostaje wyleczony, powracają karawaną do Nepalu. Po wyruszeniu z klasztoru, Czang mówi, że yeti nie jest dzikim zwierzęciem, ale ma ludzką duszę. W tym czasie obserwuje ich smutny yeti.

## Kulisy powstania
Pomysł na napisanie przygody w Tybecie, zrodził się w głowie Jacques’a Van Melkebeke, jednego z asystentów Hergé w 1954 roku.
Hergé, podczas pisania, był w trakcie rozwodu ze swoją długoletnią żoną. Nękały go koszmary, w których znajdował się w białym, pustym świecie, atakowany przez ludzki szkielet; te sny zostały odzwierciedlone w białych krajobrazach Himalajów. To może być też powód, dla którego pierwsza okładka była kompletnie biała.
Przyjaciel Tintina, Czang, którego pierwszy raz poznajemy w Błękitnym Lotosie, był wzorowany na przyjacielu autora, Zhangu Chongrenie, który uczył Hergé o Chinach i chińskiej kulturze przed napisaniem Błękitnego Lotosa. Hergé stracił z nim kontakt w trakcie pisania Tintina w Tybecie. Próba odnalezienia Czanga przez Tintina, była zaadaptowaniem poszukiwania Zhanga, który przebywał wtedy w Chinach. Został on później znaleziony przez europejskich dziennikarzy i powrócił on do Europy, aby znów spotkać się z Hergé.
Sam Herge długo wahał się, jaki tytuł nadać książce. Ostatecznie stwierdził, że - skoro ta skupia się na postaci Tintina - dobrym zabiegiem będzie umieszczenie jego imienia w tytule.

## Nagrody
1 czerwca 2006 roku, Tintin stał się pierwszą fikcyjną postacią, nagrodzoną przez Dalajlamę. W trakcie wręczania nagrody, egzemplarze Tintina w Tybecie w języku Esperanto (Tinĉjo en Tibeto) zostały rozprowadzone wśród dziennikarzy i uczestników.